# Sohland am Rotstein
Sohland am Rotstein är en ortsteil i staden Reichenbach/O.L. i Landkreis Görlitz i förbundslandet Sachsen i Tyskland. Sohland am Rotstein var en kommun (officiellt: Sohland a. Rotstein) fram till 1 januari 2014 när den uppgick i Reichenbach/O.L.. Kommunen Sohland am Rotstein hade 1 312 invånare 2013.